# Pycnocentria mordax
Pycnocentria mordax är en nattsländeart som beskrevs av Ward 1997. Pycnocentria mordax ingår i släktet Pycnocentria och familjen Conoesucidae. Inga underarter finns listade i Catalogue of Life.